# Ecdeiocolea monostachya
Ecdeiocolea monostachya là một loài thực vật có hoa trong họ Ecdeiocoleaceae. Loài này được F.Muell. mô tả khoa học đầu tiên năm 1874.